# Сноубординг на зимових Олімпійських іграх 2006 — хафпайп (чоловіки)

Хафпайп серед чоловіків

Змагання зі сноубордингу в дисципліні хафпайп серед чоловіків на зимових Олімпійських іграх 2006 року відбулись 12 лютого 2006 року в селі Бардонеккія (провінція Турин, Італія).

## Результати
Змагання з хафпайпу серед чоловіків відбулися 12 лютого 2006 року. Того дня відбулася і кваліфікація, і фінал. У кваліфікації взяли участь 44 сноубордисти, із яких дванадцять найкращих потрапили до фіналу.
У кваліфікаційному раунді кожен сноубордист мав право виконати дві спроби. Незалежно від кількості набраних балів, якщо спортсмен в одній зі спроб посідав одне з перших шести місць, він потрапляв до фіналу. Якщо спортсмен кваліфікувався в першій спробі, то йому не потрібно було виконувати другу. Золотий призер Шон Вайт у першій спробі посів сьоме місце, тож мусив виконати другу. В ній він набрав найвищий на той час бал. Так само пройшов і фінал. Дванадцять спортсменів, що кваліфікувались, виконали по дві спроби. Сноубордисти посідали місця згідно зі своїми оцінками.
| Місце | Ім'я                         | Кваліфікація | Кваліфікація | Кваліфікація | Фінал       | Фінал       |
| Місце | Ім'я                         | 1-ша спроба  | 2-га спроба  | Місце        | 1-ша спроба | 2-га спроба |
| ----- | ---------------------------- | ------------ | ------------ | ------------ | ----------- | ----------- |
|       | Шон Вайт (USA)               | 37.7         | 45.3         | 7            | 46.8        | 26.6        |
|       | Денні Касс (USA)             | 43.8         | —            | 1            | 20.8        | 44.0        |
|       | Маркку Коскі (FIN)           | 20.2         | 40.6         | 9            | 41.5        | 31.4        |
| 4     | Мейсон Аґірре (USA)          | 43.4         | —            | 3            | 40.3        | 37.1        |
| 5     | Антті Аутті (FIN)            | 43.5         | —            | 2            | 28.2        | 39.1        |
| 6     | Гарі Зебровскі (FRA)         | 30.7         | 43.3         | 8            | 38.6        | 29.5        |
| 7     | Маркус Келлер (SUI)          | 33.7         | 38.3         | 11           | 29.3        | 38.5        |
| 8     | Крістоф Шмідт (GER)          | 39.4         | —            | 6            | 33.2        | 37.5        |
| 9     | Вінценц Люпс (GER)           | 33.9         | 39.5         | 10           | 28.7        | 36.8        |
| 10    | Рісто Маттіла (FIN)          | 40.8         | —            | 5            | 31.6        | 35.8        |
| 11    | Кріспін Ліпскомб (CAN)       | 19.6         | 37.9         | 12           | 23.4        | 33.5        |
| 12    | Енді Фінч (USA)              | 43.1         | —            | 4            | 9.6         | 24.7        |
|       |                              |              |              |              |             |             |
| 13    | Джакомо Краттер (ITA)        | 12.8         | 37.0         | 13           |             |             |
| 14    | Такахару Накаї (JPN)         | 36.8         | 36.0         | 14           |             |             |
| 15    | Ян Міхаеліс (GER)            | 34.5         | 36.3         | 15           |             |             |
| 16    | Бред Мартін (CAN)            | 27.2         | 34.7         | 16           |             |             |
| 17    | Матьє Крепель (FRA)          | 37.4         | 34.4         | 17           |             |             |
| 18    | Г'юґо Лемей (CAN)            | 26.0         | 34.1         | 18           |             |             |
| 19    | Джан Сіммен (SUI)            | 32.0         | 33.8         | 19           |             |             |
| 20    | Янне Корпі (FIN)             | 9.2          | 33.5         | 20           |             |             |
| 21    | Жюстен Ламурьо (CAN)         | 10.1         | 31.5         | 21           |             |             |
| 22    | Фуміюкі Муракамі (JPN)       | 27.9         | 31.1         | 22           |             |             |
| 23    | Кадзухіро Кокубо (JPN)       | 26.9         | 31.0         | 23           |             |             |
| 24    | Фредерік Кальберматтен (SUI) | 16.8         | 30.8         | 24           |             |             |
| 25    | Мітчелл Браун (NZL)          | 16.3         | 28.3         | 25           |             |             |
| 26    | Ден Вакгем (GBR)             | 14.3         | 27.8         | 26           |             |             |
| 27    | Мікаель Лундмарк (SWE)       | 32.5         | 27.2         | 27           |             |             |
| 28    | Ікер Фернандес (ESP)         | 27.0         | 27.0         | 28           |             |             |
| 29    | Міхал Лігоцький (POL)        | 11.3         | 26.9         | 29           |             |             |
| 30    | Галвор Лунн (NOR)            | 24.2         | 26.4         | 30           |             |             |
| 31    | Мітчелл Аллан (AUS)          | 28.8         | 23.7         | 31           |             |             |
| 32    | Ендрю Бертон (AUS)           | 15.2         | 21.8         | 32           |             |             |
| 33    | Мартін Черник (CZE)          | 18.8         | 20.1         | 33           |             |             |
| 34    | Ксавер Гоффманн (GER)        | 22.6         | 18.7         | 34           |             |             |
| 35    | Дому Наріта (JPN)            | 31.5         | 14.7         | 35           |             |             |
| 36    | Мікаель Санді (SWE)          | 19.7         | 14.0         | 36           |             |             |
| 37    | Юрій Подладчиков (RUS)       | 1.0          | 13.6         | 37           |             |             |
| 38    | Фредерік Аустбе (NOR)        | 29.2         | 13.0         | 38           |             |             |
| 39    | Террі Бруннер (SUI)          | 23.0         | 9.2          | 39           |             |             |
| 40    | Стефан Карлссон (SWE)        | 11.5         | 8.7          | 40           |             |             |
| 41    | Кім Крістіансен (NOR)        | 31.0         | 5.1          | 41           |             |             |
| 42    | Бен Мейтс (AUS)              | 4.9          | 5.0          | 42           |             |             |
| 43    | Мануель П'єтрополі (ITA)     | 12.3         | 4.1          | 43           |             |             |
| 44    | Матеуш Лігоцький (POL)       | 11.6         | 4.0          | 44           |             |             |